# 丽园路 (宁波)
丽园路，是浙江省宁波市的一条道路，以赞美宁波是美丽家园的方式命名，起点位于姚江东路，终点位于启运路，全长7.059公里，其中姚江东路至联丰路为丽园北路，联丰路至启运路为丽园南路:248，其中中山西路至联丰路段于2003年通车，北段（中山西路至新星路段）于2006年通车，2007年北延至姚江东路，联丰路至启运路段于2010年通车。

## 主要相交道路
- 丽园北路：
  - 姚江东路
  - 青林湾街
  - 新星路
  - 范江岸路
  - 广安路
  - 通途路（永丰西路段）
  - 澄波街
  - 中山西路
  - 沁园街
  - 周江岸路
  - 蓝天路
- 丽园南路：
  - 联丰路
  - 永达路（夏禹路段）
  - 气象路
  - 新典路
  - 南苑街
  - 环城南路
  - 顺德路
  - 段塘东路
  - 段塘西路
  - 启运路